# Biwakowa (Skały Mirowskie)

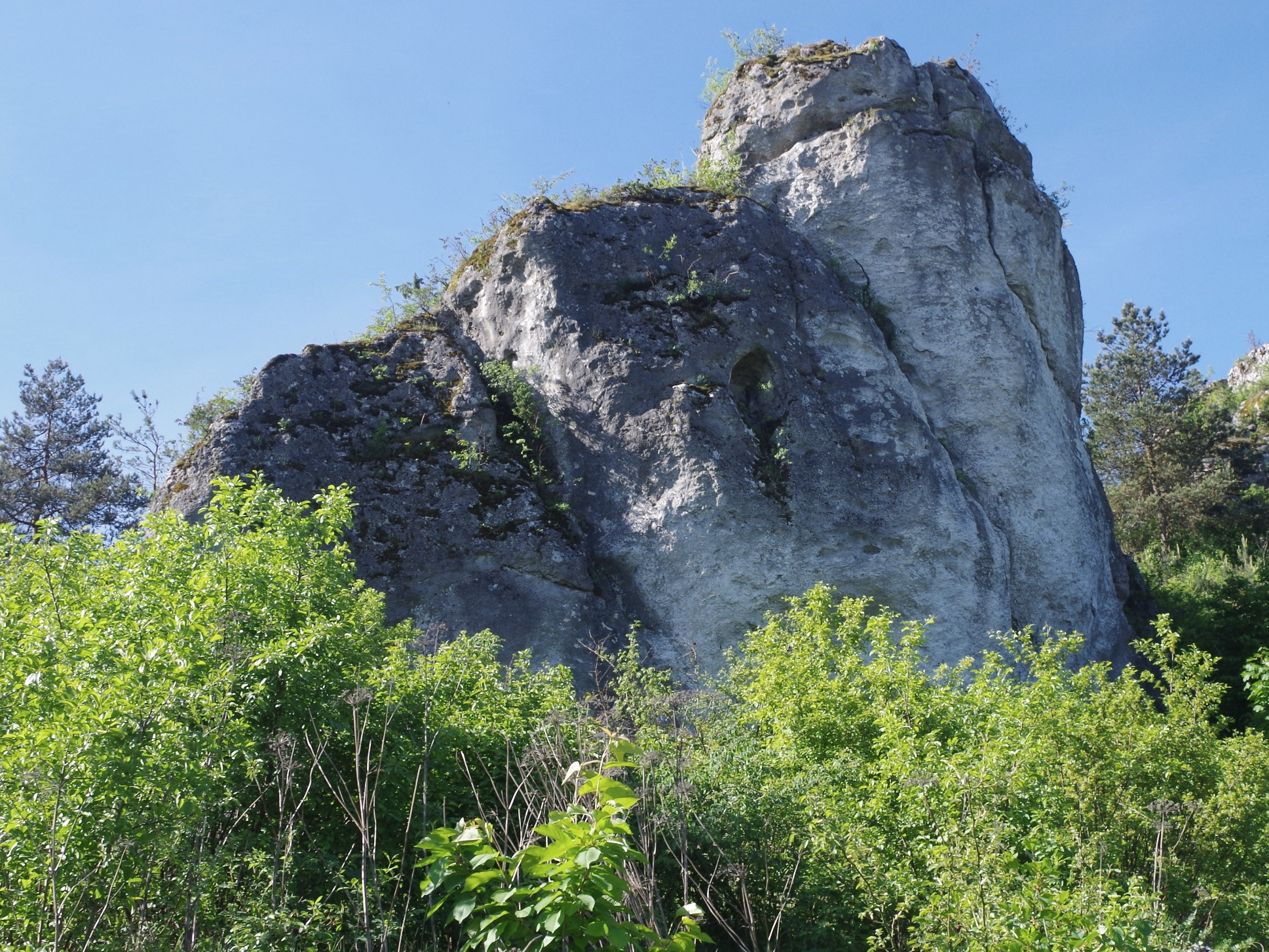
Widok od zachodu

Biwakowa – skała w miejscowości Mirów, w gminie Niegowa, w powiecie myszkowskim, w województwie śląskim. Należy do tzw. Skał Mirowskich na Wyżynie Częstochowskiej. Przez wspinaczy skalnych opisywana jest w Grupie Trzech Sióstr. Znajduje się w odległości około 420 m od Zamku w Mirowie, za Trzecią Grzędą i Skoczkiem, a przed Turnią Kukuczki, powyżej nieznakowanej ścieżki wiodącej dolną, północną stroną Skał Mirowskich.
Trzecia Grzęda  to zbudowana z twardych wapieni skalistych niewielka skała o połogich, pionowych ścianach. Znajduje się na terenie bezleśnym, ale zarastającym sucholubnymi krzewami. 

## Drogi wspinaczkowe
Wspinacze skalni poprowadzili na jej zachodnich ścianach 4 drogi wspinaczkowe o trudności IV+ – VI.4 w skali Kurtyki. Dwie dłuższe drogi posiadają dobrą asekurację: ringi (r) i stanowiska asekuracyjne (st).
1. Krótka piłka; V+, 5r +st, 8 m
2. Zacięcie Biwakowej; VI, 8 m
3. Agregatore Trawerse; VI.4, 6r + st, 15 m
4. Directe Agregatore; VI.3+, 5r + st, 13 m[2].